# Jean Doise
Pour les articles homonymes, voir Doise (homonymie).
Jean Doise, né à Marseille le 4 avril 1917 et mort à Viroflay, 13 mars 2006 est un chef d'entreprise et historien français. Spécialiste des questions de sidérurgie en Europe, il a tenté de contextualiser l'affaire Dreyfus avec le développement de nouvelles pièces d'artillerie françaises.

## Biographie

### Jeunesse et études
Jean Doise est élève du lycée Thiers de Marseille, ainsi que membre de l'institut chrétien Jean-Joseph Allemand dans le 3e arrondissement de Marseille. Il est admis à l'École normale supérieure de la rue d'Ulm, et obtient l'agrégation d'histoire et de géographie. Il est ensuite membre de l'École française de Rome (1943-1945), officier de réserve du Service d'État Major.

### Parcours professionnel
En 1948, il est professeur au lycée français de Londres.
Il a été de 1960 jusqu'à environ 1995 Directeur Général de la Société Rhin-Rhône de Strasbourg (combustibles, produits pétroliers, transport fluvial), dont le siège social était à Lyon.
Dans son essai Un Secret bien gardé, il défend la thèse selon laquelle l'affaire Dreyfus aurait été en réalité une opération d'intoxication contre l'espionnage allemand visant à préserver le secret sur la mise au point du futur canon de 75 mm. Cette intoxication aurait été montée par le colonel Sandherr, chef du contre-espionnage militaire français (service dissimulé sous le nom de « Service de Statistique »). Pour mettre en œuvre cette intoxication, Sandherr s'était servi du commandant Ferdinand Walsin Esterhazy, ce dernier étant un ancien membre du contre-espionnage français (ce dernier fait est incontestablement prouvé par les archives du Service historique de l'armée, selon Doise). Sandherr aurait agi sous l'impulsion directe du général Auguste Mercier qui lui-même avait été influencé par le général Deloye, directeur de l'Artillerie.
D'après Jean Doise, l'État Major général de l'armée n'avait pas été mis au courant de cette manipulation du contre-espionnage français (la "Section de Statistique" dirigée par Sandherr). L'État-Major réagit donc de bonne foi en inculpant Dreyfus sur la base d'un bordereau récupéré par une femme de ménage et espionne française à l'ambassade d'Allemagne. Ce bordereau, qui aurait été fabriqué par Esterhazy de connivence avec Sandherr, citait en première ligne une nouvelle pièce d'artillerie (le 120 mm Mle 1890 "Baquet") à frein de recul relativement primitif. Cette référence à un modèle d'artillerie récent mais très inférieur au futur et très secret canon de 75 mm Mle 1897 devait déclencher l'inculpation de Dreyfus.
L'historien Vincent Duclert estime que « [c]e livre n'obéit à aucune des règles scientifiques de l'histoire ».

## Publications
- Histoire militaire de l'Alsace : La défense du Pays ; première partie : De la guerre de Trente ans à Napoléon, Saisons d'Alsace, Revue Trimestrielle no 84, 1984, 103 p.  (ISSN 0048-9018).
- Histoire militaire de l'Alsace : La défense du Pays ; deuxième partie : De la Restauration à la Ligne Maginot, Saisons d'Alsace, Revue Trimestrielle no 87, 1985, 102 p. ISSN 0048-9018.
- (avec Maurice Vaïsse) Diplomatie et outil militaire. Politique étrangère de la France : 1871-1969, Imprimerie Nationale, collection Politique étrangère de la France, 1987, 546 p.   (ISBN 2-11-080924-8). Nouvelle éd. Diplomatie et outil militaire. Politique étrangère de la France : 1871-1991, Le Seuil, collection Points Histoire, 1992, 749 p.  (ISBN 2-02-014159-0).
- Un secret bien gardé : histoire militaire de l'affaire Dreyfus, Le Seuil, collection XXe siècle, 1994, 225 p.  (ISBN 2-02-021100-9).
- Du Combat antique au Combat moderne : Les réalités du terrain, ADDIM 1999, 223 p.  (ISBN 2-907341-96-0).